# Heiðrikur á Heygum
Heiðrikur á Heygum (kalder sig også Heidrik a Heygum, Heiðrik Heygum og Heidrik, født 1983) er en færøsk musiker, filminstruktør, manuskriptforfatter, fotograf og kunstner. Heiðrikur blev uddannet fra Den Alternative Filmskole Super16 (Danmark) i 2014 som filminstruktør og bor nu i Island, hvor han studerer på Listaháskóli Íslands (Íslands Kunsthøjskole). Á Heygums afgangsfilm fra Super16 var den 30 minutter lange kortfilm Skuld (Skyld), som foregår på en lille ø i Færøerne i 1960'erne. Der er tale om en gyser, et psykologisk drama, som handler om en ung kvinde som rejser ud til øen, for at passe en dødssyg kvinde, og så begynder hun at se en lille dreng. Den 11. december 2014 vandt filmen begge færøske filmpriser Geytin og Tilskuerprisen (Áskoðaravirðislønin), som er to filmpriser der blev oprettet i 2012 og uddeles en gang om året. Et dommerpanel afgør hvilken film vinder Geytin, mens tilskuerne bestemmer, hvilken film vinder Tilskuerprisen. Han vandt priserne ved den årlige Geytin filmfestival i Nordens Hus i Tórshavn.

## Filmografi
- Tár Torna 2006 Heiðrik (musikvideo), Forfatter, instruktør og redaktør.
- Mús 2008–2009 (TV-serie): Med-forfatter, reporter og redaktør. En serie med 8 episoder lavet for Kringvarp Føroya (Færøernes Radio).
- ORKA & YANN TIERSEN Live i Rennes 2008 (post produktion), instruktør og redaktør.
- Mítt Rúm (Mit Rum) 2009 (kortfilm), Forfatter, instruktør og redaktør.[8]
- Duer flyver frit på himlen, 2010, fotograf
- Waves – A Portrait of Maria á Heygum, 2010 (portrætfilm).[9]
- Sigarett 2010 (kortfilm) Forfatter, instruktør, skuespiller og redaktør.
- Needle and a String 2011 Heiðrik (musikvideo) Forfatter, instruktør og redaktør.
- Aldan reyð (Bølgen rød) 2011 (musikvideo) musik af ORKA. Forfatter, instruktør
- A Hipstory 2012 (kortfilm) Forfatter, instruktør
- Blonde 2012 Heiðrik (musikvideo) Forfatter, instruktør
- OMG 2012 Heiðrik (musikvideo), Forfatter, instruktør
- True Love 2013 (kortfilm) Forfatter, instruktør
- True Love 2013 Eivør (musikvideo) Forfatter, instruktør
- Nothing is Written in the Stars 2013 Bloodgroup. (musikvideo) Forfatter, instruktør
- Brace Myself 2013 Sakaris (musikvideo) Forfatter, instruktør og redaktør.
- Norðlýsið 2013 BYRTA (musikvideo) Forfatter, instruktør og redaktør.
- Bolimia 2013 Heiðrik (musikvideo) Forfatter, instruktør og redaktør.
- Rain 2014 Eivør (musikvideo) Forfatter, instruktør
- Skuld (Skyld) 2014 (kortfilm) Instruktør

## Discografi

### Album
- An Invisible Gun, Dec. 2007, album
- Funeral, September 2016, album.[10]

### Single
- Jealous, Nov. 2007, single.
- Maria's Donkey, Juli. 2014, single.

### Singles udgivet på Soundcloud
- 2013 – Babel[11]
- 2013 – Broke
- 2013 – Betty
- 2013 – Light Years
- 2013 – Cocoon Live (Björk cover)
- 2013 – Remember Me -LIVE
- 2013 – Jealous (Live Radio)
- 2012 – Backstage Fright feat. SAKARIS
- 2012 – Fireworks (Live)
- 2012 – Peter Pan
- 2012 – Maria's Donkey
- 2012 – OMG
- 2012 – Blonde
- 2011 – Private Affair (Edit)
- 2011 – My Gratitude (To Birgit)
- 2011 – Fireworks – DEMO
- 2011 – Late Bloomer (DEMO)
- 2011 – Twenty One (Demo)
- 2011 – Private Affair (DEMO)
- 2010 – Peter Pan (UK MIX)
- 2010 – Heidrik live on Radio 12 March 2010
- 2010 – Babel
- 2010 – Jealous[12]

## Priser, nomineringer, legater mm.
- 2014 - Modtog Geytin (en færøsk filmpris, som overrækkes ved en årlig filmfestival i Nordens Hus i december siden 2012)[13]
- 2014 - Modtog Áskoðaravirðislønin (Tilskuerprisen, uddeles ved samme begivenhed som Geytin)
- 2014 - Modtog halv-årigt arbejdslegat fra Mentanargrunnur Landsins  i januar 2014.[14]
- 2014 - Nomineret til Faroese Music Awards for musikvideoen Byrta – Norðlýsið, instruktør: Heiðrik á Heygum[15]
- 2014 - Nomineret til Faroese Music Awards for musikvideoen Eivør – True Love, instruktør: Heiðrik á Heygum[16]
- 2014 - Nomineret til Berlin Music Video Awards 2014 for musikvideoen Eivør – True Love (instruktør)[17]